# 日刊競馬
日刊競馬（にっかんけいば）とは、株式会社日刊競馬新聞社が関東エリアを中心に発刊している中央競馬・南関東競馬専門新聞である。1950年（昭和25年）、南関東版が先に創刊。3年後の1953年（昭和28年）に中央版が創刊され、両版を合わせて毎日発行される体制となった。
2008年8月まではオートレースの川口オートレース場でも専門新聞の「日刊オート」を販売していた。
朝刊スポーツ紙の日刊スポーツ、およびその版元である日刊スポーツ新聞社との関係は全くない。

## 中央版
日本競馬新聞協会、関東競馬新聞協会加盟紙。北海道・東北・関東エリアにおいて主場版と従場（ローカル）版の2種類の紙面を発行（関西エリアは特別レースを中心に掲載）するとともに、コンビニプリント版とPDF新聞により東海以西も含めた全国で購入できる。なお東海・近畿地方では紙版の宅配購読もできる。価格は500円で8ページ建て、馬柱は縦組み。紙版は一般の新聞と同じブランケット判サイズを採用し、1面と最終面がカラー刷り（従場で発行されるものは二色刷の場合もある）。
レース情報と予想が記事のほぼすべてを占める競馬専門紙の中では、山野浩一の「血が駆ける」、吉川良の「競馬人情」、柏木集保の「編集長の競馬」など、コラムが充実しているのも特徴。
1980年代中期から30年以上の長きにわたり編集長を務める柏木と飯田正美（主場版本紙予想）の2名が看板評論家として、更にテレビ・ラジオ中継の解説やテレビコマーシャルにも出演していた。しかしながら、柏木は加齢に伴い2018年（平成30年）5月27日付紙面限りで毎開催日のレギュラー予想を退き、また飯田も定年退職により2022年5月をもって退任した。後継世代からは共にラジオNIKKEIでの正面解説とBSイレブンでパドック解説を務める小木曽大祐（柏木の後任のメイン解説者）と郡和之（飯田の後任となる東西メインレース本紙予想担当）の2人が看板評論家の地位に就いている。なお、従場版の本紙予想は馬齢やレースの条件で担当を変えて行われている（以前は主場版も）。

### 放送メディアとの関係
日刊競馬新聞社は古くから、関東地方以北の地上波民放テレビ・ラジオ局で放送される競馬中継番組に多くのスタッフを送り込んできた。ライバル紙だったダービーニュースの休刊後は関東の競馬専門マスメディアでトラックマンの放送系メディア出演が最も多くなった。

ラジオではラジオNIKKEI第1放送『中央競馬実況中継』で、昼前後の競馬専門紙提供枠に長年協賛するとともに解説者を派遣している。またラジオ福島『福島競馬実況中継』には2013年（平成25年）から、それまでのダービーニュースに代わって多くのトラックマンを派遣している。1980年代には当時本紙予想担当だった臼井治がニッポン放送『日曜競馬ニッポン』に出演した。フジサンケイグループとの間に資本関係はないが、臼井が産経新聞社発行の競合紙競馬エイトへ移籍した後もニッポン放送の出演は継続した。

ちなみにラジオ日本（『競馬実況中継』）にはレギュラー解説者を派遣したことはないが、ダービーニュースの廃刊に伴い移籍した沢田美紀が前所属時代から不定期にゲスト扱いで出演していた。
1984年（昭和59年）、関東独立U局『中央競馬ハイライト』がスタート。担当制作会社マイ・プランと提携するとともに、同番組のスポンサーに就き、解説者の派遣を始めた。翌1985年（昭和60年）には昼間の『中央競馬ワイド中継』（日曜）もスタートし、こちらにも解説者を派遣した。
2011年（平成23年）、JRAは東西独立U局で放送されていた競馬中継をBSデジタルによる全国一斉放送に切り替えることにし、BS11と組んで『BSイレブン競馬中継』『うまナビ!イレブン』をスタートさせた。これに伴い『ワイド中継』『ハイライト』に出演していた日刊競馬トラックマンは多くが移行した。なお関東の独立U局ではその後も『LIVE&REPORT 中央競馬中継』『金曜競馬CLUB』『競馬展望プラス』といった競馬関連番組が放送されてきたが、これらの番組にも日刊競馬のスタッフが引き続き派遣されている。

#### テレビコマーシャル
CMは梅田凡乃のボーカル（当初は女性ボーカルだった）による「もう振り向くな、青春は風の中」の出だしで始まるオリジナルソングの30秒CMのみだが、かつては柏木・飯田の看板評論家（特に柏木）を前面に押し出した15秒CMも存在した。尚、2011年現在、関東の地上波テレビ競馬関連番組にてCMが放映されている競馬専門紙は当紙のみとなった。

#### 主なトラックマンのメディア出演
現在
- 桧原正行（えのはら・まさゆき） - 元東日本主場2･3歳戦本紙予想（飯田と分担）。グリーンチャンネル『トラックマンTV』に不定期出演、『全レース中継』、ラジオNIKKEI（第1放送、土日とも）で他の解説者の予備役。また『ワイド中継』（日曜）準レギュラーを歴任。
- 大川浩史 - グリーンチャンネル『結果分析2』担当。BS11『うまナビ!イレブン』（中山開催時）を歴任。
- 小木曽大祐 - ラジオNIKKEI『中央競馬実況中継』（第1放送、主に日曜午後実況席解説＝久保木・郡・沢田・志村と日替わり）、グリーンチャンネル『全レース中継』（主に新潟開催パドック解説）、『BSイレブン競馬中継』、ラジオ福島『福島競馬実況中継』に出演。またBSNテレビ『ワンダフル競馬』を歴任。
- 久保木正則 - ラジオNIKKEI（第1放送・土日とも午後実況席解説＝小木曽・郡・沢田・志村と日替わり）、グリーンチャンネル（主に関東主場パドック解説）、BSイレブン競馬中継（日曜、夏の新潟開催のみ）に出演。
- 黒津紳一 - 編集デスク。『福島競馬実況中継』、グリーンチャンネル『VANで勝ち馬さがしてみませんか』に出演。『うまナビ!』レギュラー、『ワイド中継』（日曜）準レギュラーも歴任。
- 郡和之 - 2022年7月から東西メインレースの本紙予想担当。ラジオNIKKEI（第1放送・主に土曜午後実況席解説＝小木曽・久保木・沢田・志村と日替わり）、BSイレブン、福島競馬実況中継にも出演。『うまナビ!』（東京開催時）を歴任。
- 小松真也 - チバテレ『金曜競馬CLUB』、福島競馬実況中継（日曜、第三場開催時）担当。
- 沢田美紀 - 小木曽の妻、2013年ダービーニュースから移籍。『福島競馬実況中継』レギュラー、ラジオNIKKEI（第1放送・日曜）では2022年7月から土日とも午後実況席解説（小木曽・久保木・郡・志村と日替わり）に着任、福島・新潟主場開催時を中心に日曜午前パドック解説も担当。またラジオ日本『競馬実況中継』を歴任。
- 志村竜一 - 福島競馬実況中継（土曜、第三場開催時）に出演。ラジオNIKKEI（第1放送）では2022年9月から土日とも午後実況席解説（小木曽・久保木・郡・沢田と日替わり）に就任。夏の北海道開催時の『北海道シリーズコーナーその1』、西主場休催時に第2で放送する北海道現地解説も担当。
- 中西徹 - 『うまナビ!』（中山開催第2・4週、樋口祐介と分担）に出演。また『競馬展望プラス』（関東版、毎月第1週のみ）を歴任。なお、当社トラックマン中西友馬との血縁関係はない。
- 藤本貴久 - BSイレブン（土曜・東日本主場パドック解説）、『ワンダフル競馬』レース解説担当。ラジオNIKKEI（第1放送、日曜午前パドック解説）に不定期出演。
- 宮崎弘貴 - 福島競馬実況中継（土日とも）第三場開催時パドック解説担当。ラジオNIKKEI（第1放送、日曜午前パドック解説）に不定期出演。
- 山口瞬 - ラジオNIKKEI（第1・第2同時、夏の北海道開催時）2020年札幌開催途中から志村の代理で不定期に担当。2021年から日曜午前パドック解説も担当。

過去
- 飯田正美 - 『ワイド中継』（日曜）、『ハイライト』（土曜）、『金曜競馬CLUB』、ラジオNIKKEI（第1放送・土曜午後実況席解説）、自社テレビCMを歴任。
- 臼井治 - 当社在職中からニッポン放送『日曜競馬ニッポン』に出演。競馬エイトへ移籍後も継続し、2018年（平成30年）12月23日放送限りで退任。
- 柏木集保 - 自社TVコマーシャルに出演。また『ワイド中継』（土・日とも）、『ハイライト』（日曜）、『LIVE&REPORT 中央競馬中継』（土日とも）、『競馬展望プラス』（関東版、毎月第3週のみ）、ラジオNIKKEI（第1放送・日曜）、グリーンチャンネル解説者を歴任。2025年1月まで東京スポーツでも連載していた。
- 宮崎秀一 - ラジオNIKKEI（第1放送・土日とも）、BSイレブン（土曜・夏の新潟開催のみ）、『ワイド中継』（土曜）を歴任。2020年12月27日付紙面限りで退職のため同日をもってラジオNIKKEIからも勇退。
- 若狭有菜 - 『うまナビ!』夏開催時にゲスト扱いで出演。

## 南関東版
1950年（昭和25年）10月1日創刊。大井、川崎、船橋、浦和各競馬版を発行しており、会社の事業としてはこちらの方が中央版よりも3年早く立ち上がった。2020年（令和2年）に創刊70周年を迎えた。

価格は550円（南関東版は各社同価格）で4〜6ページ建て、馬柱は縦組み、一般新聞サイズ。中央版同様、1面と最終面がカラー刷り。南関東の競馬専門紙ではトップシェアを占めるとされる。
看板評論家は大井競馬の本紙予想担当として活躍していた吉川彰彦。過去の所属者としては、1998年まで東京シティ競馬中継やグリーンチャンネルなどの地方競馬関連番組に解説役で出演していた、小林分場担当トラックマンであった栗原正光が知られる。
なお、南関東地方版でも統一重賞開催の場合は中央版本紙担当の飯田や柏木が出張してきて、予想を披露することがあった。

### 地方担当トラックマンの放送系メディア出演
現在
- 市川俊吾 - TOKYO MX『東京シティ競馬中継』に出演。
- 小山内完友 - グリーンチャンネル『地方競馬中継』に出演。また『東京シティ競馬中継』を歴任。
- 佐瀬幸司 - スカパー・南関東地方競馬チャンネル『南関東地方競馬中継』（船橋）解説者。
- 辻井光多郎 - 『南関東地方競馬中継』（浦和）解説者。
- 津田英憲 - 『南関東地方競馬中継』（川崎）解説者。
- 吉川彰彦 - 元本紙予想担当。南関東地方競馬チャンネル『東京シティ競馬実況中継』、『グリーンチャンネル地方競馬中継』解説者。

過去
- 小黒哲雄 - 元浦和競馬担当チーフ。テレビ埼玉『BACHプラザ』を歴任。
- 栗原正光 - 『東京シティ競馬中継』、グリーンチャンネル『全国競馬便り』を歴任。2010年（平成22年）9月25日死去[注 3]。
- 高橋光男 - 『東京シティ競馬中継』を歴任。

## ネット版
ウェブサイトはオンラインによる紙面購入（1レースあたり86円）や、特別登録馬情報、過去のGIレースを紙面で振り返る企画など、ページの充実が進んでいる。また、無料のメールマガジンでは柏木、飯田のメインレースの予想が掲載されている。